# USS Helmand Province (LHA-10)
El USS Helmand Province (LHA-10) será el quinto buque de asalto anfibio de la clase America. El barco fue nombrado por el Secretario de Marina Carlos Del Toro el 2 de mayo de 2024, con la intención de honrar a los marineros e infantes de marina estadounidenses que lucharon en la estratégica campaña de la provincia de Helmand durante la guerra en Afganistán.

## Diseño
El diseño del Helmand Province se basa en el USS Makin Island, que es una versión mejorada del buque de asalto anfibio clase Wasp. Si bien Makin Island tiene una cubierta de pozo, los dos barcos anteriores del Tramo 0 de la clase America, USS America  y USS Tripoli, se diseñaron y construyeron sin una cubierta de pozo para dejar espacio para aviones y combustible de aviación.
Helmand Province será el tercer barco del tramo I de la clase America, y como tal incluirá una cubierta de pozo. El diseño del Bloque I de la clase America, incluido el Helmand Province, adoptan un cambio, incorporando un hangar de aviones un poco más pequeño, así como espacios médicos y de otro tipo más pequeños para adaptarse a una pequeña cubierta de pozo para operaciones de conexión de superficie. La estructura de la isla también se modificará para liberar más espacio en la cabina de vuelo para acomodar el mantenimiento de los V-22, compensando parte del espacio de hangar de aviones perdido.

## Construcción
El entonces LHA-10 (sin nombre oficial) fue autorizado por el Congreso de los Estados Unidos en 2023, proporcionando 1.380 millones de dólares para su adquisición.